# São Miguel das Caldas de Vizela
São Miguel das Caldas de Vizela (oficialmente, Caldas de Vizela (São Miguel)) foi uma freguesia portuguesa do município de Vizela, com 4,14 km² de área e 7 222 habitantes (2011). Densidade: 1 744,7 hab/km².
Foi uma das cinco freguesias que transitaram do município de Guimarães para o de Vizela, aquando a criação deste último em 1998.
Foi extinta (agregada) pela reorganização administrativa de 2012/2013, sendo o seu território integrado na freguesia de Caldas de Vizela.

## População
| População da freguesia de Caldas de Vizela (São Miguel) | População da freguesia de Caldas de Vizela (São Miguel) | População da freguesia de Caldas de Vizela (São Miguel) | População da freguesia de Caldas de Vizela (São Miguel) | População da freguesia de Caldas de Vizela (São Miguel) | População da freguesia de Caldas de Vizela (São Miguel) | População da freguesia de Caldas de Vizela (São Miguel) | População da freguesia de Caldas de Vizela (São Miguel) | População da freguesia de Caldas de Vizela (São Miguel) | População da freguesia de Caldas de Vizela (São Miguel) | População da freguesia de Caldas de Vizela (São Miguel) | População da freguesia de Caldas de Vizela (São Miguel) | População da freguesia de Caldas de Vizela (São Miguel) | População da freguesia de Caldas de Vizela (São Miguel) | População da freguesia de Caldas de Vizela (São Miguel) |
| ------------------------------------------------------- | ------------------------------------------------------- | ------------------------------------------------------- | ------------------------------------------------------- | ------------------------------------------------------- | ------------------------------------------------------- | ------------------------------------------------------- | ------------------------------------------------------- | ------------------------------------------------------- | ------------------------------------------------------- | ------------------------------------------------------- | ------------------------------------------------------- | ------------------------------------------------------- | ------------------------------------------------------- | ------------------------------------------------------- |
| 1864                                                    | 1878                                                    | 1890                                                    | 1900                                                    | 1911                                                    | 1920                                                    | 1930                                                    | 1940                                                    | 1950                                                    | 1960                                                    | 1970                                                    | 1981                                                    | 1991                                                    | 2001                                                    | 2011                                                    |
| 1 005                                                   | 1 334                                                   | 1 596                                                   | 1 770                                                   | 2 314                                                   | 1 606                                                   | 2 249                                                   | 3 047                                                   | 3 569                                                   | 4 062                                                   | 4 415                                                   | 5 253                                                   | 5 552                                                   | 6 280                                                   | 7 222                                                   |

Fez parte do concelho de Guimarães nos censos de 1864 a 1991

## Património
- Igreja de São Miguel ou Igreja Paroquial de Caldas de Vizela